# Mentalismus (Philosophie)
Als Mentalismus (engl. mentalism) werden seit der Mitte des 20. Jahrhunderts philosophische Ansätze in der Philosophie des Geistes und der Bedeutungstheorie bezeichnet. In der Philosophie des Geistes, aber auch in Teilen der angelsächsischen Psychiatrie und Psychologie ist damit eine Grundposition gemeint, die unterstellt, dass das Bewusstsein bzw. geistige Vorgänge Zustände einer Person sind, die kausale Rollen einnehmen und die in dieser Rolle nicht durch andere, materialistische Eigenschaften (etwa neurologisch beschreibbare Prozesse) ersetzt werden können. Indem Verhalten durch äußerlich nicht zugängliche mentale Zustände erklärt wird, grenzt sich diese Richtung vom Behaviorismus ab. In der Bedeutungstheorie werden damit Positionen bezeichnet, die als Bedeutung sprachlicher Ausdrücke Repräsentationen im Bewusstsein der Sprachverwender und nicht etwa die bezeichneten Objekte selbst wählen. John Locke kann als Vorläufer dieser Position verstanden werden.

## Obsolete Bedeutung
Henry Sidgwick nutzte die Bezeichnung für seine Auffassung, alle Realität sei geistig und Materie eine Form des Bewusstseins, wie Denken, Wollen und Fühlen.

## Entwicklung in der Linguistik
Deutlich ausgeprägt ist der Begriff in der neueren Sprachwissenschaft. Leonard Bloomfield etwa warf Herbert Paul Grice vor, dessen Deutungen mentaler Prozesse erklärten nicht die Sprache, weil sein Vorgehen wissenschaftlich nicht zugänglich und nur durch Introspektion auszumachen sei. In dem tendenziell mentalistischen und einflussreichen Ansatz von Grice spielten die Konvention wie der Code eine nebensächliche Rolle. Auch der späte Ludwig Wittgenstein hatte sich der Auffassung entgegengestellt, die Bedeutung der Sprache sei durch Introspektion zu ermitteln.
Für Noam Chomsky hat – wenn die Linguistik denn eine ernsthafte Richtung sein soll – eine Sprachtheorie mentalistisch zu sein, da sie damit beschäftigt sei, mentale Realitäten zu entdecken, die dem Verhalten zugrunde liegen.

## Philosophie des Geistes
Mit Problemen des Mentalismus haben sich u. a. Donald Davidson und Jerry Fodor befasst. Dabei hat Fodor gezeigt, dass der Mentalismus nicht an einen Substanzdualimus als metaphysische Grundlage gebunden ist, sondern auch mit einem Funktionalismus vereinbar ist.